# Asia Bibi
Aasiya Noreen (urdsky: آسیہ نورین) známá také jako Asia Bibi nebo Aasiya Bibi (Bibi je výraz úcty, který znamená dáma), (* kolem 1971)  je pákistánská křesťanka, která byla pákistánským soudem za údajné rouhání v roce 2010 odsouzena k trestu smrti oběšením. Nejvyšší soud rozsudek na podzim 2018 zrušil a nařídil její propuštění, ale vláda po masových protestech muslimů rozhodla, že zůstane ve vězení. Osvobozující rozsudek potvrdil pákistánský nejvyšší soud na konci ledna roku 2019. V květnu téhož roku potvrdil její právník, že Asia Bibi už opustila Pákistán a odcestovala do Kanady, kde už předtím našly azyl její děti.

## Kauza údajného rouhání
V červnu 2009 se Asia Bibi zapletla do hádky se skupinou muslimských žen, s nimiž sbírala bobule, poté, co se jedna z žen pohoršila nad tím, že pije ze stejné studně jako ostatní. Následně byla obviněna z urážky islámského proroka Mohameda, což odmítá, zatčena a uvězněna. Údajně tvrdila, že „zatímco Ježíš Kristus trpěl na kříži a zemřel pro lidi, prorok Mohamed nic tak významného neučinil.“ 8. listopadu 2010 byla odsouzena k smrti, pokud by byla popravena, stala by se Noreenová první pákistánskou ženou popravenou podle zákona proti rouhání.
Případu byla věnována velká mezinárodní pozornost. Propuštění Asie Bibi požadovala řada osobností včetně papeže Benedikta XVI. Z českých politiků ji opakovaně vyslovil podporu poslanec Tomáš Zdechovský. Vznikly také petice za její propuštění a jedna z nich dosáhla 400 000 podpisů. Menší podporu jí prokázali její sousedé a islámští duchovní v její zemi – ti vytrvale požadovali její popravu. Ministr pro křesťanské minority Šahbáz Bhattí a paňdžábský guvernér Salmán Tásír byli zavražděni poté, co se Asie Bibi veřejně zastali a požadovali zrušení zákona proti rouhání. Rodina Asie Bibi se začala skrývat poté, co její členové obdrželi výhrůžky smrtí.
V říjnu 2014 potvrdil vrchní soud v provincii Pandžáb rozsudek smrti bez určení data vykonání. Dne 22. července 2015, po téměř pěti letech od rozsudku, ji nejvyšší soud trest smrti pozastavil až do konce odvolacího procesu, čímž ji vysvitla naděje.
Na konci října roku 2018 pákistánský Nejvyšší soud rozsudek zrušil a nařídil, aby byla žena propuštěna na svobodu. Jeho rozhodnutí však nebylo vykonáno – vláda se po masových protestech muslimů rozhodla propuštění Asie Bibi odložit a slíbila, že i kdyby byla propuštěna, nebude jí dovoleno opustit zemi (což by pro ni fakticky znamenalo rozsudek smrti). Její právník musel uprchnout ze země. O život bylo usilováno všem třem soudcům Nejvyššího soudu, kteří vynesli osvobozující rozsudek. V reakci na to vznikl listopadu roku 2018 z iniciativy 230 poslanců z různých zemí otevřený dopis pákistánskému premiéru Imranu Khanovi, v němž ho žádali o pomoc křesťance a zajištění bezpečné cesty ze země. Dopis podpořili svým podpisem také čtyři čeští poslanci Evropského parlamentu Pavel Svoboda, Jaromír Štětina, Michaela Šojdrová a Tomáš Zdechovský.
Na konci ledna roku 2019 nicméně pákistánský Nejvyšší soud potvrdil osvobozující rozsudek. V květnu téhož roku oznámil její právník, že Asia Bibi odešla z Pákistánu a odcestovala do Kanady, kde už předtím našly azyl její děti.
Kritici trestnosti rouhání tvrdí, že je v Pákistánu zneužívána k vyřizování osobních účtů nebo k útokům na menšiny. Jde o společensky citlivé téma. Politikům a aktivistům, kteří chtějí zákony ohledně rouhání změnit, je vyhrožováno. Dosud nebyl nikdo za rouhání popraven, ale obvinění byli často lynčováni davy a několik rozsudků smrti nižších instancí bylo zrušeno pro nedostatek důkazů.